# كيز بويك
كورنيليس بويك (بالهولندية: Kees Boeke)‏ (ولد في 25 سبتمبر عام 1884 وتوفي 3 يوليو عام 1996)، عُرف عادةً باسم كيس بويك، كان معلّمًا إصلاحيًا هولنديًا ومبشرًا تابعًا لجمعية الأصدقاء الدينية وداعيًا للسلام. اشتهر بكتابه الشهير «نظرة كونية (1957)» والذي يطرح فكرة إبداعية عن الكون، من المقياس المجري إلى المجهري، ما ألهم عديدًا من الأفلام.
حاول بويك إصلاح التعليم عبر السماح للأطفال بالمساهمة بأفكارهم. أطلق على هذه العملية اسم «سوسيوقراطية» أو الحكم الحركي، ونظر للمدارس على أنها ورشات عمل، إذ كان الأطفال هم العامل والأساتذة زملاؤهم في العمل. بناءً على أفكار جمعية الأصدقاء الدينية، أراد للأطفال احترامهم للديمقراطية. في عام 1962، أسس مدرسة في بلدة بيتهوفن، وأدارها حتى عام 1954. التحقت الملكة الهولندية اللاحقة بياتركس بالمدرسة عندما كانت طفلة.

## السيرة الشخصية

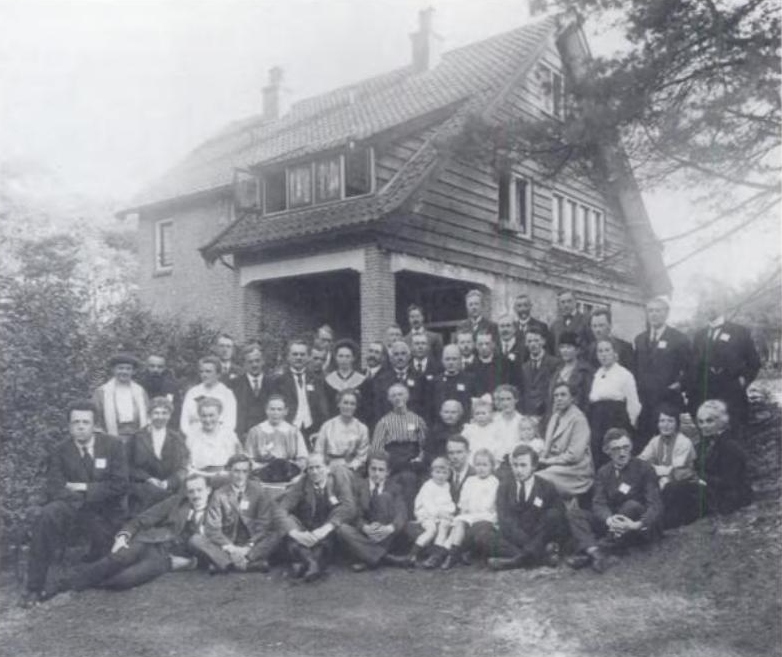
أول تجمع دولي لزمالة المصالحة الدولية في بيلتهوفن، هولندا، عام 1919

ولد بويك في 25 سبتمبر عام 1884 لعائلة مينوناتية في ألكمار، هولندا، حيث ترعرع. درس العمارة في جامعة دلفت للتكنولوجيا. عندما كان تلميذًا، قضى عامًا في إنكلترا، حيث تعرّف على جمعية الأصدقاء الدينية. انضم إليها والتحق بمركز دراسة الجمعية في وودبروك، وهي كلي في سلي هك، برمنغهام. هناك، وجد إلهامه في قرية بورنفيل، وهي القرية التي بنتها عائلة كادبوري (أصحاب معمل الشوكولاتة) من أجل العمال لديهم. التقى وتزوج بياتريس (بيتي) كادبوري. ذهب الزوجان إلى سوريا عام 1912 كمبشرين لجمعية الأصدقاء الدينية. في عام 1914، بعد اندلاع الحرب العالمية الأولى، عاد الزوجان إلى إنجلترا. أصبحوا ناشطين في العمل السلمي، بعد قدوم منظمات «رفقة المصالحة» إلى حيز الوجود عام 1914 من خلال هنري هودجكين. في عام 1915، سافر بويك إلى برلين، حيث التقى بفريدريش سيغموند-شولتز، والذي كان هودجكين يعمل برفقته خلال اندلاع الحرب. بدأ بويك بالحديث علنًا في إنجلترا: «الألمان هم إخوة لنا؛ لم يخلق الرب رجلًا يمكن أن يقتل؛ ستسرع الحرب نحو نهايتها عندما يلقي الجنود أسلحتهم أرضًا». طُرد على إثر ذلك من بريطانيا وعاد إلى هولندا. تبعته عائلته؛ حيث عاشوا في بيتهوفن، بالقرب من أوترخت. عما قريب أصبح منزلهم مركزًا سلكيًا. لاحقًا خلال الحرب العالمية الثانية، شارك بويك في حركة المقاومة الهولندية السرية ضد الألمان أنفسهم اللذين أطلق عليهم لقب أخوة سابقًا. إلا أن ذلك تماشى مع أفكاره المعادية للسلطة ورفضه الحرب والملاحقة القضائية.
بعد الحرب العالمية الأولى، أقام بويك مركز مؤتمرات واسع في بيتهوفن، أطلق عليه اسم «منزل الأخوية». جرى فيه أول مؤتمر للسلام بين 4 و11 أكتوبر عام 1919. حضر المؤتمر كل من ليون ريفون وماتيلدا فريدي وليونارد راغاز وبيير سيرسل، إضافةً إلى هودجكين وشولتز. أصبح كل من بويك وسيسول أمناء هذه الحركة، والتي أطلقت على نفسها مبدأيًا اسم «المسيحية الدولية»، التي تحولت لاحقًا إلى «رفقة المصالحة الدولية». أسس كل منهما برفقة هيلين ستوكر وويلفريد ويلوك منظمة الخدمة المدنية الدولية، ومنظمة «باكو» عام 1921 (وتعني سلام بلغة إسبرانتو)، والتي أصبحت تعرف منذ عام 1923 باسم «منظمة مقاومي الحرب الدولية».
اعتبر كل من بويك وزوجته بيتي الحرب متأصلة في العلاقة بين الدولة والرأسمالية. نظرًا لانتمائها لعائلة كادبوري، ورثت بيتي حصصًا كبيرة من شركة عائلتها. نقلت بيتي هذه الأموال إلى عدد من المنظمات الخيرية مثل منظمة جمعية الأصدقاء الخيرية للمساعدة في روسيا عام 1920. لاحقًا، قدمت الحصص إلى ائتمان للعمال في مصنع كادبوري. لفترة قصيرة من الزمن، امتنعت عائلة بويك عن استخدام المال تجنبًا لمشاركتها مع السلطة، باعتبار أن الأموال العامة تُنفق على الأسلحة أيضًا. لم يستخدموا المواصلات العامة أبدًا، ولم يدفعوا رسوم البريد أو الضرائب. نتيجة لذلك، تعرضوا للسجن مرات عدة. في إحدى المرات، عرضت مصلحة الضرائب الهولندية العقار للبيع في مزاد علني بهدف استرجاع الأموال. كانت فيلهلمينا ملكة هولندا حاضرة في المزاد، واشترت كمان كيز المفضل فقط لترجعه له في نفس اللحظة. أعان بويك عائلته عبر العمل ضمن جمعية بناء في أوترخت كان هو من مولها؛ لم يعمل هناك كمهندس معماري (على الرغم من أن تلك كانت خبرته) بل كعامل عادي.
في أواخر عام 1920، بدأ بويك بالانسحاب تدريجيًا من حركات السلام العالمية. مؤمنًا بقدرته على بناء مجتمع أفضل عبر تعليم الأطفال، أقام مدرسةً اسمها «ورشة العمل». أسس مدرسته في عام 1926 عندما بدأت كل المدارس الخاصة، بما فيهم مدرسة مونتيسوري التي التحق أطفاله لها، باستلام مبلغ محدد من المال لكل طفل من الحكومة، وهو ما عارضه.
أصبحت مدرسته التي استخدمت منهج ماريا مونتيسوري إضافةً إلى أفكاره الخاصة في التعليم مشهورة على مستوى الأمّة، حتى أن الملكة الهولندية جوليانا أرسلت ابنتها إليها. كان للمدرسة تأثير كبير نظرًا لطريقتها الابداعية في جعل التلاميذ مشاركين في المسؤولية عن منهجهم الدراسي برفقة مدرسيهم؛ كثيرٌ من الأطفال الذين فشلوا في مدارس أخرى ازدهروا في مدرسة «ورشة العمل»، لكن من ناحية أخرى، لم يصل عديدٌ من الأطفال الموهوبين إلى مستوىً عالٍ في هذه المدرسة.
المسؤولية المشتركة في المدرسة لم تعنِ حياةً حرةً في «ورشة العمل». كان على الأطفال القيام بمسؤوليات مثل تنظيف المدرسة وزراعة الخضار والفاكهة والمساعدة في تحضير الغذاء. كانت فكرة بويك حول السوسيوقراطية، في الواقع، تنفيذًا علمانيًا لمُثُل جمعية الأصدقاء الدينية مطبّقةً في التعليم بطريقة يُعامل فيها الأطفال مثل البالغين، وينادون على أساتذتهم باسمهم الأول.
كتب بويك كتابًا بارزًا حول التعليم. كان أحد آخر أعماله هو «النظرة الكونية» (نيويورك 1957).
في 3 يوليو عام 1966، توفي بويك في شركة العائلة الواقعة في أبكاوده، هولندا.

## روابط خارجية
- كيز بويك على موقع IMDb (الإنجليزية)
- كيز بويك على موقع الموسوعة البريطانية (الإنجليزية)